# Megasztár (hetedik évad)
A Megasztár című énekes tehetségkutató show-műsor hetedik évada 2024. szeptember 22-én vette kezdetét a TV2-n.
Till Attila, a Megasztár eddigi összes évadának férfi műsorvezetője és Pavel Stanchev, a TV2 Csoport vezérigazgatója egy online videóban jelentették be, hogy 2024 őszén, 12 év után visszatér a Megasztár. A tehetségkutató új évadának nyertese 40 millió forintot kapott, amihez hozzájárult egy dalfelvétel a világhírű Los Angeles-i Paramount Recordings stúdióban, amelyben olyan legendás előadók rögzítettek lemezeket, mint Céline Dion, Snoop Dogg és Michael Jackson, illetve ehhez egy videóklip is. Ezzel együtt elkezdődött a jelentkezők toborzása is.
2024. június 10-én a Tények Plusz című bulvár-magazinműsorban jelentették be, hogy a hetedik szériában a zsűrit Papp Szabi, Caramel, Marsalkó Dávid, Rúzsa Magdi és Marics Peti alkotja.
2024. június 24-én kezdődött a forgatás, ekkor derült ki, hogy a hetedik szériát Ördög Nóra és Till Attila vezeti. A válogatókat a Bálnában forgatták, a középdöntőket pedig a Nemzeti Táncszínházban 2024 augusztusában.
2024. szeptemberében derült ki, hogy a győztes a februárban bejelentett nyereményeken felül felléphet a 2025-ös Strand Fesztiválon, valamint részt vehet egy három éves ösztöndíjas képzésen a Kodolányi János Egyetem Modern Zenei Tanszékének támogatásával, emellett az első öt helyen végzett versenyzők előzenekarként részt vehetnek Rúzsa Magdi 2025-ös Aréna Koncertjén.
2024. október 30-án bejelentették, hogy a versenyzőket Desmond Child, magyar származású amerikai dalszövegíró fogja segíteni.

## Válogatók
| 1. válogató (szeptember 22.) | 2. válogató (szeptember 29.) | 3. válogató (október 6.) | 4. válogató (október 13.) | 5. válogató (október 20.) |
| ---------------------------- | ---------------------------- | ------------------------ | ------------------------- | ------------------------- |
| Szilágyi József              | Tajti Evelin Réka            | Szabó Laura              | Bánsági Petronella        | Matuska Timót             |
| Horváth Dzsenifer            | Jankovics Klaudia            | Vanessa Janette Moisiak  | Váradi Roland             | Zsemberi Liliána          |
| Illi Ráhel                   | Váraljai Dominik             | Báló Dóra                | Janca Áron                | Pikács Magdolna           |
| Buzási Patrik                | Gilbert Balázs               | Skoperda Nóra            | Szabó Csillag             | Kovács Emil               |
| Baráth Kata                  | Tigli Hande Tímea            | Behár Eszter             | Cserna Kristóf            | Foltányi Edina            |
| Papp Doma                    | Hasenfracz Bernadett         | Hritani Ája              | Domján Ákos               | Varga Viktória            |
| Tersztyánszky Lili           | Fehér Péter                  | Kulcsár Boglárka         | Eötvös Yves               | Horváth Dániel            |
| Somay Eszter Lilla           | Szabó Lea                    | Szabó Imola              | Baki Eszter               | Németh Roland             |
| ifj. Schóbert Norbert        | Kovács Gábor                 | Németh Vanda             | Dohány Roland             | Zsákovits László          |
| Barton Márton                | Kiss Károly                  | Dénes Dávid              | Stefán Brigitta           | Gaudi Anita               |
| Hiller Kristóf               | Kökény Bernát Roland         | Pölczman Izabell         | Kovács Ádám               | Kerekes Imola             |
| Zelei Endre Kristóf          | Váradi Melani                | Maestas Michelle         | Petz Dávid Aurél          | Pataki Csaba              |
| Szabó Róbert                 | Csincsak Tiffany             | Poulus Kristina          | Zöld Dávid                | Horváth Dávid             |
| Nguyen Ly Kamilla            | Kardos Alexandra Zsuzsanna   | Gutlebet Jázmin          | Dányi Roland              | Gogolya Zsuzsanna         |
| Szitay Szabina               | Sipos Melinda                | Kiszel Jennifer          | Puskás Hunor              | Imreh Zsanett             |
| Tóth Abigél Evelin           | Piskor Lola Melodi           |                          | Kara Vanessza Anna        | Kusnyér Anna              |
|                              | Pénzváltó Liza               | Bagossy Brigitta         | Gudics Máté               |                           |
| Pál Péter                    | Ott Edina                    | Gheorghilaș Brigitta     |                           |                           |
| Kockaya Melissa              | Bódi József                  |                          |                           |                           |
| Gulyás Tibor                 | Mikes Zsüliett               |                          |                           |                           |

## Középdöntő
Az alábbi versenyzők jutottak tovább
| 1. középdöntő (október 27.) | 2. középdöntő (november 3.) |
| --------------------------- | --------------------------- |
| Gheorghilaș Brigitta        | Németh Vanda                |
| Gulyás Tibor                | Szilágyi József             |
| Nagy Natália                | Balogh Rebeka               |
| Dénes Dávid                 | Bódi József                 |
| Szabó Laura                 | Vanessa Janette Moisiak     |
| Szabó Csillag               | Pál Péter                   |
| Baráth Kata                 | Váradi Róbert               |
| Németh Roland               | Janca Áron                  |
| Illi Ráhel                  | Skoperda Nóra               |
| Papp Doma                   | Szitay Szabina              |
| Kiszel Jennifer             | Kardos Alexandra            |
| Tóth Abigél                 | Buzási Patrik               |
| Gudics Máté                 | Báló Dóra                   |
| Horváth Dániel              | Imreh Zsanett               |
| Mikes Zsüliett              | Piskor Lola                 |
| Kusnyér Anna                | Bánsági Petronella          |
|                             | Dányi Róbert                |
| Orbán Rudolf                |                             |

## Párbaj

### 1. párbaj (október 27.)
| # | Versenyző            | Versenyző       | Dal (eredeti előadó)                    |
| - | -------------------- | --------------- | --------------------------------------- |
| 1 | Baráth Kata          | Nagy Natália    | Stay (Rihanna ft. Mikky Ekko)           |
| 2 | Németh Roland        | Gudics Máté     | Demons (Imagine Dragons)                |
| 3 | Gulyás Tibor         | Dénes Dávid     | I Kissed a Girl (Katy Perry)            |
| 4 | Gheorghilaș Brigitta | Papp Doma       | lovely (Billie Eilish, Khalid)          |
| 5 | Szabó Laura          | Kiszel Jennifer | Respect (Aretha Franklin)               |
| 6 | Tóth Abigél          | Mikes Zsüliett  | Boldogság, gyere haza (Cserháti Zsuzsa) |

### 2. párbaj (november 3.)
| # | Versenyző               | Versenyző          | Dal (eredeti előadó)                           |
| - | ----------------------- | ------------------ | ---------------------------------------------- |
| 1 | Vanessa Janette Moisiak | Balogh Rebeka      | Just Give Me a Reason (Pink, Nate Ruess)       |
| 2 | Szilágyi József         | Bódi József        | As (Stevie Wonder)                             |
| 3 | Piskor Lola             | Imreh Zsanett      | Juice (Lizzo)                                  |
| 4 | Dányi Róbert            | Németh Vanda       | Ha volna két életem (Piramis)                  |
| 5 | Buzási Patrik           | Orbán Rudolf       | Arcade (Duncan Laurence)                       |
| 6 | Báló Dóra               | Bánsági Petronella | Hopelessly Devoted To You (Olivia Newton-John) |

## Élő adások

### Összesített eredmények
Jelmagyarázat
      –  A versenyző továbbjutott
      –  A négy/három legkevesebb szavazattal rendelkező, veszélyzónás versenyző
      –  A versenyző kiesett
      –  A versenyzőt a zsűritagok mentették meg
| #   | Versenyző          | 1. adás (november 10.) | 2. adás (november 17.)                        | 3. adás (november 24.)                        | 4. adás (december 1.)                         | 5. adás (december 8.)                         |
| --- | ------------------ | ---------------------- | --------------------------------------------- | --------------------------------------------- | --------------------------------------------- | --------------------------------------------- |
| 1.  | Gudics Máté        | Továbbjutott           | Továbbjutott                                  | Továbbjutott                                  | Továbbjutott                                  | 1. helyezett a döntőben                       |
| 2.  | Orbán Rudolf       | Továbbjutott           | Utolsó négy                                   | Utolsó négy                                   | Továbbjutott                                  | 2. helyezett a döntőben                       |
| 3.  | Balogh Rebeka      | Továbbjutott           | Továbbjutott                                  | Továbbjutott                                  | Továbbjutott                                  | 3. helyezett a döntőben                       |
| 4.  | Tóth Abigél        | Továbbjutott           | Továbbjutott                                  | Továbbjutott                                  | Utolsó három                                  | 4. helyezett a döntőben                       |
| 5.  | Dénes Dávid        | Továbbjutott           | Továbbjutott                                  | Továbbjutott                                  | Utolsó három                                  | Kiesett a 4. adásban a zsűri döntése alapján  |
| 6.  | Bánsági Petronella | Utolsó négy            | Utolsó négy                                   | Utolsó négy                                   | Utolsó három                                  | Kiesett a 4. adás 1. fordulójában             |
| 7.  | Szilágyi József    | Továbbjutott           | Továbbjutott                                  | Utolsó négy                                   | Kiesett a 3. adásban a zsűri döntése alapján  | Kiesett a 3. adásban a zsűri döntése alapján  |
| 8   | Dányi Róbert       | Továbbjutott           | Továbbjutott                                  | Utolsó négy                                   | Kiesett a 3. adás 1. fordulójában             | Kiesett a 3. adás 1. fordulójában             |
| 9.  | Baráth Kata        | Továbbjutott           | Utolsó négy                                   | Kiesett a 2. adásban a zsűri döntése alapján  | Kiesett a 2. adásban a zsűri döntése alapján  | Kiesett a 2. adásban a zsűri döntése alapján  |
| 10. | Kiszel Jennifer    | Továbbjutott           | Utolsó négy                                   | Kiesett a 2. adás 1. fordulójában             | Kiesett a 2. adás 1. fordulójában             | Kiesett a 2. adás 1. fordulójában             |
| 11. | Papp Doma          | Utolsó négy            | Kiesett az 1. adásban a zsűri döntése alapján | Kiesett az 1. adásban a zsűri döntése alapján | Kiesett az 1. adásban a zsűri döntése alapján | Kiesett az 1. adásban a zsűri döntése alapján |
| 12. | Buzási Patrik      | Utolsó négy            | Kiesett az 1. adás 2. fordulójában            | Kiesett az 1. adás 2. fordulójában            | Kiesett az 1. adás 2. fordulójában            | Kiesett az 1. adás 2. fordulójában            |
| 13. | Imreh Zsanett      | Utolsó négy            | Kiesett az 1. adás 1. fordulójában            | Kiesett az 1. adás 1. fordulójában            | Kiesett az 1. adás 1. fordulójában            | Kiesett az 1. adás 1. fordulójában            |

### 1. adás (november 10.)
Az első élő show-ban négy versenyző került a veszélyzónába, akik közül a legkevesebb nézői szavazattal rendelkező versenyző kiesett. Ezt követően a szavazatokat lenullázták és elindult egy újabb, 3 perces szavazási etap, melynek lezárása után az a versenyző, aki a legkevesebb szavazatot kapta, szintén kiesett. A másik két versenyző közül a zsűri többségi szavazással mentett meg egyet.
| #  | Versenyző          | Dal (eredeti előadó)                          | Eredmény     |
| -- | ------------------ | --------------------------------------------- | ------------ |
| 1  | Buzási Patrik      | Grace Kelly (Mika)                            | Kiesett      |
| 2  | Gudics Máté        | Sexy and I Know It (James Arthur)             | Továbbjutott |
| 3  | Balogh Rebeka      | Alive (Sia Furler)                            | Továbbjutott |
| 4  | Imreh Zsanett      | 2 Be Loved (Am I Ready) (Lizzo)               | Kiesett      |
| 5  | Szilágyi József    | Bills (LunchMoney Lewis)                      | Továbbjutott |
| 6  | Dányi Róbert       | Féltelek (Bari Laci)                          | Továbbjutott |
| 7  | Baráth Kata        | Faith (Stevie Wonder ft. Ariana Grande)       | Továbbjutott |
| 8  | Papp Doma          | Way Down We Go (Kaleo)                        | Kiesett      |
| 9  | Tóth Abigél        | Szerelem, szerelem / Vetettem violát (népdal) | Továbbjutott |
| 10 | Dénes Dávid        | Mammamia (Måneskin)                           | Továbbjutott |
| 11 | Bánsági Petronella | Ex's & Oh's (Elle King)                       | Utolsó négy  |
| 12 | Kiszel Jennifer    | Never Enough (Loren Allred)                   | Továbbjutott |
| 13 | Orbán Rudolf       | Miért (saját dal)                             | Továbbjutott |

Extra produkcióHooligans – A döntés

### 2. adás (november 17.)
A második élő show-ban két ötfős csoportra osztották a versenyzőket, majd mindkét csoportból a két legtöbb szavazatot kapott versenyző automatikusan továbbjutott, egy-egy versenyzőt pedig a zsűri juttatott tovább. Ezután a veszélyzónába került versenyzők szavazatait lenullázták és rájuk egy új szavazás indult, melynek lezárása után a legtöbb szavazatot kapott versenyző továbbjutott, míg a legkevesebb szavazatot kapott versenyző kiesett. A másik két versenyző közül az ítészek többségi szavazással mentettek meg egyet.
| #          | Versenyző          | Dal (eredeti előadó)                      | Eredmény     |
| 1. csoport | 1. csoport         | 1. csoport                                | 1. csoport   |
| ---------- | ------------------ | ----------------------------------------- | ------------ |
| 1          | Dányi Róbert       | I Want You Back (The Jackson 5)           | Továbbjutott |
| 2          | Dénes Dávid        | Everybody Talks (Neon Trees)              | Továbbjutott |
| 3          | Balogh Rebeka      | Tattoo (Loreen)                           | Továbbjutott |
| 4          | Kiszel Jennifer    | Sorry Not Sorry (Demi Lovato)             | Kiesett      |
| 5          | Baráth Kata        | Lay Me Down (Sam Smith)                   | Kiesett      |
| 2. csoport |                    |                                           |              |
| 6          | Tóth Abigél        | Voodoo Baba (Manuel ft. Moriones)         | Továbbjutott |
| 7          | Orbán Rudolf       | Eyes Closed (Ed Sheeran)                  | Utolsó négy  |
| 8          | Szilágyi József    | The Door (Teddy Swims)                    | Továbbjutott |
| 9          | Gudics Máté        | When a Man Loves a Woman (Michael Bolton) | Továbbjutott |
| 10         | Bánsági Petronella | Valaki mondja meg (LGT)                   | Utolsó négy  |

### 3. adás – Középdöntő (november 24.)
A harmadik élő show-ban két négyfős csoportra osztották a versenyzőket, akik az egyéni produkciók mellett egy versenytársukkal alkotott duettel léptek színpadra. Mindkét csoportból a legtöbb szavazatot kapott versenyző automatikusan továbbjutott, míg egy-egy versenyzőt a zsűri juttatott tovább. Ezután a veszélyzónás versenyzők szavazatait lenullázták és új szavazás indult rájuk, ahol az a versenyző, aki a legtöbb szavazatot kapta, továbbjutott, aki a legkevesebb szavazatot kapta, kiesett. A másik két versenyző közül a zsűri többségi szavazással mentett meg egyet. 
| #                  | Versenyző                         | Dal (eredeti előadó)                                    | Eredmény           |
| 1. csoport, párbaj | 1. csoport, párbaj                | 1. csoport, párbaj                                      | 1. csoport, párbaj |
| ------------------ | --------------------------------- | ------------------------------------------------------- | ------------------ |
| 1                  | Dányi Róbert és Szilágyi József   | River (Bishop Briggs)                                   |                    |
| 2                  | Balogh Rebeka és Gudics Máté      | A csönd éve (Balázs Fecó és Keresztes Ildikó)           |                    |
| 1. csoport, egyéni |                                   |                                                         |                    |
| 3                  | Szilágyi József                   | Akad, amit nem gyógyít meg az idő sem (Cserháti Zsuzsa) | Kiesett            |
| 4                  | Balogh Rebeka                     | Misery Business (Paramore)                              | Továbbjutott       |
| 5                  | Dányi Róbert                      | I'd Rather Pretend (Bryant Barnes)                      | Kiesett            |
| 6                  | Gudics Máté                       | Whataya Want from Me (Adam Lambert)                     | Továbbjutott       |
| 2. csoport, párbaj |                                   |                                                         |                    |
| 7                  | Tóth Abigél és Orbán Rudolf       | Love In The Dark (Adele)                                |                    |
| 8                  | Bánsági Petronella és Dénes Dávid | Dream On (Aerosmith)                                    |                    |
| 2. csoport, egyéni |                                   |                                                         |                    |
| 9                  | Tóth Abigél                       | Rabmadár (saját dal)                                    | Továbbjutott       |
| 10                 | Dénes Dávid                       | Keeping Me Alive (Jonathan Roy)                         | Továbbjutott       |
| 11                 | Bánsági Petronella                | Proud Mary (Ike & Tina Turner)                          | Utolsó négy        |
| 12                 | Orbán Rudolf                      | Úgy mentél el (Bangó Margit)                            | Utolsó négy        |

### 4. adás – Elődöntő (december 1.)
Az elődöntőben a versenyzők két egyéni produkcióval álltak színpadra, melyek közül az egyik Desmond Child dala volt. Az a három versenyző, akik a legtöbb nézői szavazatot kapták, automatikusan továbbjutottak a döntőbe, a másik három versenyző a veszélyzónába került. Ezután a szavazatokat lenullázták és a veszélyzónás versenyzőkre három perces szavazási etap indult, majd ennek lezárása után a legkevesebb szavazatot kapott versenyző kiesett, míg a másik kettő versenyző közül egyet megmentett a zsűri. Az elődöntő végén derült fény arra, hogy melyik öt versenyző léphet fel Rúzsa Magdi Aréna-Koncertjén 2025 februárjában.
| #  | Versenyző          | Dal (eredeti előadó)                                       | Eredmény     |
| -- | ------------------ | ---------------------------------------------------------- | ------------ |
| 1  | Gudics Máté        | Livin’ on a Prayer (Bon Jovi)                              | Továbbjutott |
| 11 | Gudics Máté        | Stargazing (Myles Smith)                                   | Továbbjutott |
| 2  | Balogh Rebeka      | Kings & Queens (Ava Max)                                   | Továbbjutott |
| 12 | Balogh Rebeka      | Székelykapu (Pogány Induló) / Másfél hete (Punnany Massif) | Továbbjutott |
| 3  | Dénes Dávid        | Livin' la Vida Loca (Ricky Martin)                         | Kiesett      |
| 8  | Dénes Dávid        | Adria (saját dal)                                          | Kiesett      |
| 4  | Bánsági Petronella | Poison (Alice Cooper)                                      | Kiesett      |
| 7  | Bánsági Petronella | She Used to Be Mine (Sara Bareilles)                       | Kiesett      |
| 5  | Orbán Rudolf       | I Was Made for Lovin’ You (Kiss)                           | Továbbjutott |
| 10 | Orbán Rudolf       | Jealous (Labrinth)                                         | Továbbjutott |
| 6  | Tóth Abigél        | Crazy (Aerosmith)                                          | Utolsó három |
| 9  | Tóth Abigél        | Egy elfelejtett dal (Cserháti Zsuzsa)                      | Utolsó három |

### 5. adás – Döntő (december 8.)
A döntőben a zsűri csak szóban mondott véleményt a produkciókról, a versenyzők sorsáról kizárólag a nézői szavazatok döntöttek. Az első körben a finalisták a Megasztár egy-egy korábbi győztesével duetteztek és ezután a beérkezett szavazatok alapján hárman folytathatták a döntőt, az ő szavazataikat lenullázták. A második körben egy-egy egyéni produkcióval álltak színpadra a versenyben maradt döntősök, majd jött egy újabb részeredmény-hirdetés, ahol a harmadik helyezett kilétére derült fény, majd az itt leadott szavazatokat lenullázták. A harmadik, mindent eldöntő körben az utolsó két versenyző egy-egy, már korábban előadott produkcióval állt színpadra és ezután hirdették ki a Megasztár 7 győztesét. A fináléban bejelentették, hogy 2025-ben érkezik a Megasztár nyolcadik évada, egyúttal elindult a jelentkezés is.
- Közös produkció: Livin' on a Prayer (Bon Jovi)

| #      | Versenyző                      | Dal (eredeti előadó)                         | Eredmény     |
| 1. kör | 1. kör                         | 1. kör                                       | 1. kör       |
| ------ | ------------------------------ | -------------------------------------------- | ------------ |
| 1      | Tóth Abigél és Tolvai Renáta   | The Best (Tina Turner)                       | 4. helyezett |
| 2      | Orbán Rudolf és Caramel        | Dobbanás (Caramel)                           | Továbbjutott |
| 3      | Balogh Rebeka és Király Viktor | Runaway Baby (Bruno Mars)                    | Továbbjutott |
| 4      | Gudics Máté és Rúzsa Magdi     | Most élsz (Máté Péter)                       | Továbbjutott |
| 2. kör |                                |                                              |              |
| 5      | Balogh Rebeka                  | Hogyan tudnék élni nélküled? (Demjén Ferenc) | 3. helyezett |
| 6      | Gudics Máté                    | Maniac (Michael Sembello)                    | Továbbjutott |
| 7      | Orbán Rudolf                   | Kereszthuzat (saját dal)                     | Továbbjutott |
| 3. kör |                                |                                              |              |
| 8      | Orbán Rudolf                   | Jealous (Labrinth)                           | 2. helyezett |
| 9      | Gudics Máté                    | When a Man Loves a Woman (Michael Bolton)    | 1. helyezett |

- Extra produkció: Marics Peti és Németh Márk – Váratlan

## Nézettség
A +4-es adatok a teljes lakosságra, a 18–59-es adatok a célközönségre vonatkoznak. A táblázat csak a TV2 által főműsoridőben sugárzott adások adatait mutatja.
| Epizód   | Vetítés              | Teljes lakosság (+4) | Teljes lakosság (+4) | Teljes lakosság (+4) | Célközönség (18–59) | Célközönség (18–59) | Célközönség (18–59) | Forrás |
| Epizód   | Vetítés              | AMR (fő)             | SHR (%)              | Heti helyezés        | AMR (fő)            | SHR (%)             | Heti helyezés       | Forrás |
| -------- | -------------------- | -------------------- | -------------------- | -------------------- | ------------------- | ------------------- | ------------------- | ------ |
| 1. adás  | 2024. szeptember 22. | 1 057 127            | 25,6                 | 1.                   | 507 765             | 24,2                | 1.                  | [ 8 ]  |
| 2. adás  | 2024. szeptember 29. | 955 432              | 22,8                 | 1.                   | 438 470             | 20,4                | 2.                  | [ 9 ]  |
| 3. adás  | 2024. október 6.     | 886 179              | 21,7                 | 1.                   | 387 156             | 18,2                | 2.                  | [ 10 ] |
| 4. adás  | 2024. október 13.    | 871 690              | 21,5                 | 1.                   | 403 006             | 19,5                | 2.                  | [ 11 ] |
| 5. adás  | 2024. október 20.    | 843 963              | 20,6                 | 2.                   | 392 215             | 18,6                | 2.                  | [ 12 ] |
| 6. adás  | 2024. október 27.    | 579 115              | 14,8                 | 9.                   | 241 751             | 11,5                | 10.                 | [ 13 ] |
| 7. adás  | 2024. november 3.    | 753 874              | 19,1                 | 2.                   | 367 449             | 17,3                | 2.                  | [ 14 ] |
| 8. adás  | 2024. november 10.   | 699 756              | 19,9                 | 5.                   | 313 431             | 17,0                | 3.                  | [ 15 ] |
| 9. adás  | 2024. november 17.   | 701 844              | 18,0                 | 4.                   | 322 330             | 15,6                | 4.                  | [ 16 ] |
| 10. adás | 2024. november 24.   | 695 928              | 18,8                 | 7.                   | 301 924             | 15,6                | 7.                  | [ 17 ] |
| 11. adás | 2024. december 1.    | 670 964              | 17,3                 | 6.                   | 276 801             | 13,9                | 7.                  | [ 18 ] |
| 12. adás | 2024. december 8.    | 774 763              | 19,8                 | 2.                   | 327 643             | 16,2                | 3.                  | [ 19 ] |